# Gunung Melintang
Gunung Melintang is een bestuurslaag in het regentschap Kuantan Singingi van de provincie Riau, Indonesië. Gunung Melintang telt 1297 inwoners (volkstelling 2010).